# 1989 în informatică
- 1988 în informatică — 1989 în informatică — 1990 în informatică

1989 în informatică a însemnat o serie de evenimente noi notabile:

## Evenimente
- La Întreprinderea „Electronica” din București este proiectat și produs microcalculatorul personal românesc CIP, având interpretorul BASIC pe casetă audio.
- 28 februarie  - apare primul model FM Towns, un computer personal japonez cu sistem de operare bootabil de pe CD-ROM-ul inclus. A fost construit de Fujitsu până în vara anului 1997, prima dată ca o variantă de PC proprie destinată aplicațiilor multimedia și jocurilor pentru PC, dar mai târziu a devenit mai compatibil IBM PC.[1]
- Apare seria de  microprocesoarele Intel 80486 - a doua generație de procesoare x86 pe 32 de biți și prima generație de procesoare x86 care a inclus un design pipeline
- Tim Berners-Lee proiectează World Wide Web la CERN, Geneva.
  - Apare http și HTML
- Au fost înregistrate peste 100.000 de domenii de Internet
- Este fondată Tivoli Software de  foști angajați IBM;[2] compania va fi achiziționată de  IBM în 1996[3]

## Premiul Turing
- William Kahan